# 이동일
이동일(1995년 8월 1일 ~ )은 대한민국의 축구 선수이다. 포지션은 수비수이다.